# Eutrema pseudocordifolium
Eutrema pseudocordifolium là một loài thực vật có hoa trong họ Cải. Loài này được Popov mô tả khoa học đầu tiên năm 1939.